# Canavesiella
Canavesiella es un género de escarabajos de la familia Leiodidae.

## Especies
Se reconocen las siguientes:
- Canavesiella casalei
- Canavesiella lanai